# Feelin' So Good (DVD)
Feelin' So Good je prvi glazbeni DVD američke pjevačice Jennifer Lopez objavljen 7. studenog 2000. u izdanju Epic Recordsa.

## Popis pjesama
1. Program Start
2. Why Risk a Music Career?
3. Press Tours/Promotions
4. "If You Had My Love" (1999 VH1 Fashion Awards)
5. Beginning of the Year
6. "If You Had My Love" (Introduction to Video)
7. "If You Had My Love"
8. "No Me Ames" (Introduction to Video)
9. Madison Square Garden
10. "No Me Ames"
11. First Number One Single
12. Record Release Week
13. "Let's Get Loud" (Introduction to Video)
14. "Let's Get Loud" (1999 Women's World Cup Performance)
15. Jennifer's Energy
16. "Waiting for Tonight" (1999 Billboard Music Awars Performance)
17. "Waiting for Tonight" (Introduction to Video)
18. "Waiting for Tonight" (Introduction to Remix Video)
19. "Waiting for Tonight" (Megamix Video)
20. Jennifer's Mom
21. Fan Support
22. Working on Record
23. Tina Landon
24. "If You Had My Love" (1999 Blockbuster Awards Performance)
25. Jennifer Goofing Around
26. "Baila"
27. Film Energy vs. Music Energy
28. "Feelin' So Good" (Introduction to Video)
29. "Feelin' So Good"
30. End Credits

### Bonus materijal
1. "If You Had My Love" (spot)
2. "If You Had My Love" (Darkchild Remix) (spot)
3. "No Me Ames" - (spot)
4. "Waiting for Tonight" (spot)
5. "Una Noche Mas" (španjolska verzija pjesme "Waiting for Tonight") (spot)
6. "Waiting for Tonight" (Hex Hector Remix) (spot)
7. "Waiting for Tonight" (Megamix) (spot)
8. "Feelin' So Good" - (spot)
9. "Baila" - (spot)
10. On the 6 - EPK
11. Interactive Biography
12. Photogallery
13. Behind the Scenes (Photoshoots)